# Süleoğlu
Süleoğlu là một huyện thuộc tỉnh Edirne, Thổ Nhĩ Kỳ. Huyện có diện tích 352 km² và dân số thời điểm năm 2007 là 9474 người, mật độ 27 người/km².